# Ýolöten
 Ýolöten è la città capoluogo dell'omonimo distretto situato nella provincia di Mary, in Turkmenistan.